# Бердинских, Александр Анатольевич
Александр Анатольевич Бердинских (род. 16 февраля 1971, с. Датта) — украинский журналист, редактор. По состоянию на 2021 год — главный редактор медиапортала информационно-аналитического центра GMK Center.

## Биография
Родился 16 февраля 1971 года в селе Датта Советско-Гаванского (ныне — Ванинского) района Хабаровского края в семье военного. Окончил филологический факультет Сумского государственного педагогического университета, а также аспирантуру КГУ им. Тараса Шевченко.

### Журналистская деятельность
В 2002—2004 годах работал выпускающим редактором и шеф-редактором информационного агентства «Украинские новости».
В 2004-м участвовал в создании первой украинской деловой ежедневной газеты «Экономические Известия». До 2006 года был заместителем и первым заместителем её главного редактора.
В 2006—2007 годах принимал участие в запуске журнала «Деньги.UA» в качестве заместителя главного редактора. В конце 2007-го вернулся в «Экономические Известия». 7 апреля следующего года стал главным редактором издания (сначала исполняющим обязанности), однако 9 апреля 2010 года покинул проект из-за несовместимости взглядов на перспективы издания с представителями владельца.
В 2010—2011 годах работал редактором на «Первом деловом канале» и телеканале «Интер». С марта 2011 года был главным редактором «МК Медиа».
В 2013-2015 годах — шеф-редактор газеты «Капитал».
В 2015-2018 годах — редактор журнала "Порты Украины".
С ноября 2018 года — главный редактор медиапортала GMK Center.